# Auaste
Auaste – wieś w Estonii, w prowincji Lääne, w gminie Oru.